# Конни Полгрейв
Ко́нни По́лгрейв (сокращённо Конни, 1999—2014) — домашняя собака Владимира Путина, породы лабрадор, сука. В прессе обычно её называют Кони (с одной буквой «н») или Лабрадор Кони. Часто фигурировала в газетных и журнальных статьях, являлась героем комикса журнала «Огонёк» и книги, описывающей жизнь Путина глазами собаки. Умерла в 2014 году в возрасте 15 лет.

## Родословная

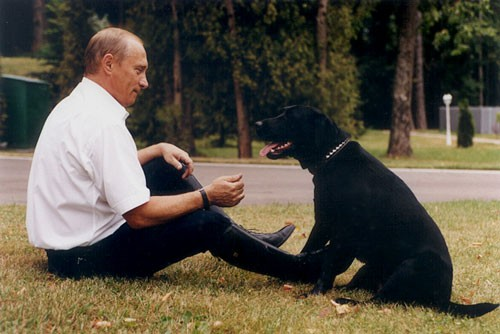
Путин и Кони 2002 год

Чистокровный лабрадор с родословной, родилась в 1999 году. Кличка матери Кони — Хэнриэтта Буш (Хенриетта Бош), отца — Алькор Рос Бредфорд. Приобретена МЧС России через Российский ретривер-клуб, воспитывалась в кинологическом центре 179-го спасательного центра МЧС.
В 2000 Сергей Шойгу передал щенка лабрадора в подарок президенту.

## Политическая роль

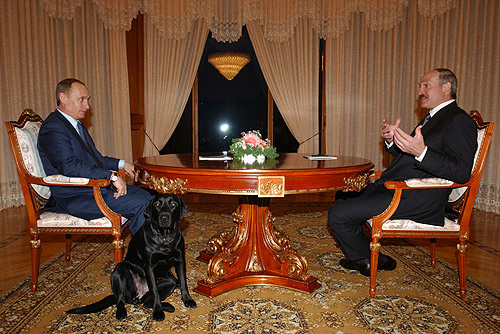
Кони на встрече Путина и Лукашенко 7 марта 2003 год, Сочи, Бочаров Ручей

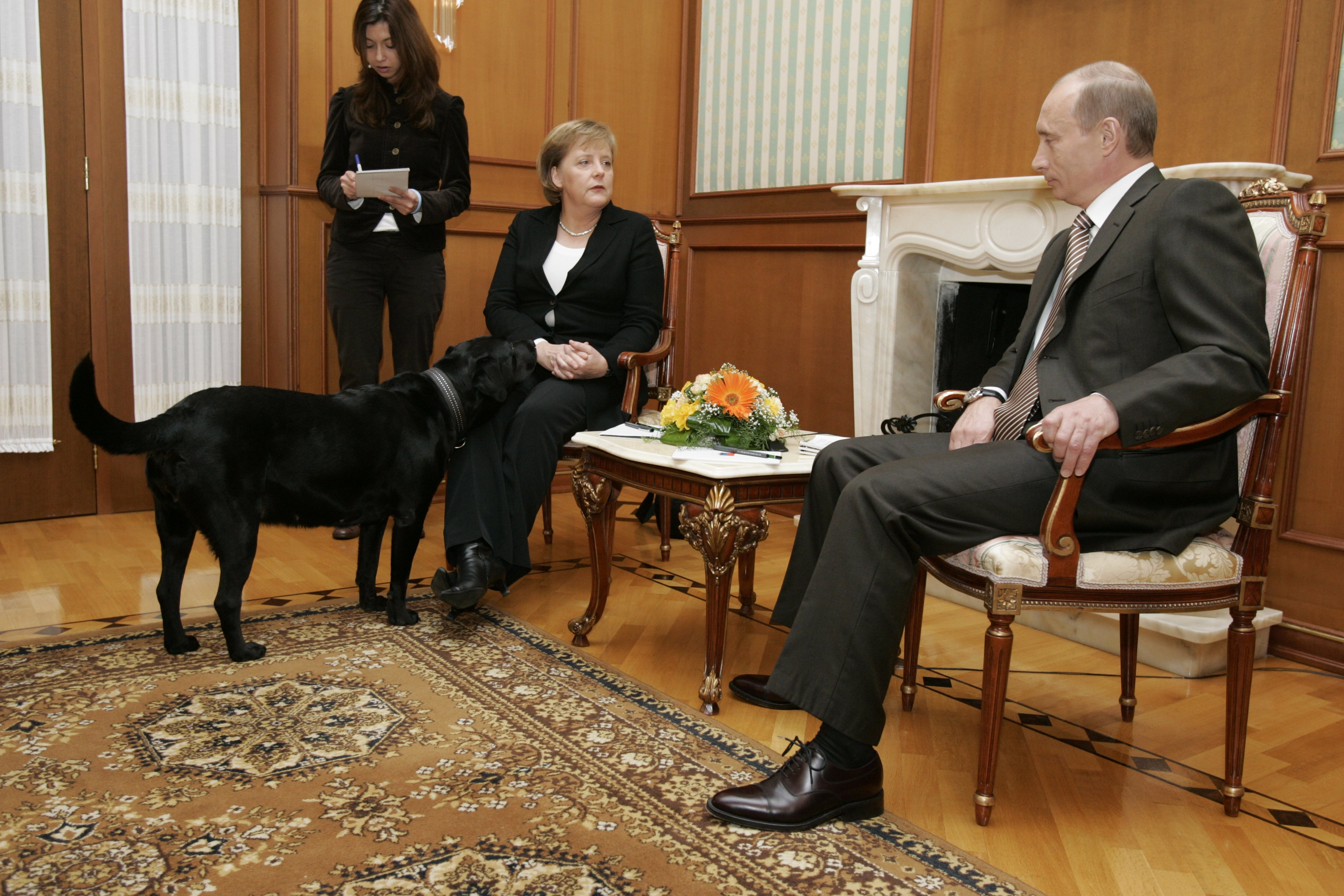
Кони на встрече В.В. Путина (справа) и Ангелы Меркель, Сочи, Бочаров Ручей, 21 января 2007

Кони иногда присутствовала на официальных встречах Президента России. Наблюдатели отметили, в частности, её присутствие на встрече с канцлером Германии Ангелой Меркель(на илл.) при том, что Путину наверняка было известно, что Меркель боится собак (на илл.).

## Потомство
Один из лабрадоров потомства Конни живёт во Владикавказе, где служит в городской службе спасения.
Президент Путин выступил в ходе «прямой линии» с заявлением о том, что он хочет передать щенков своей собаки в надёжные руки. В результате один из щенков был передан пенсионеру Алексею Белевецу из хутора Новозолотовка Ростовской области, ещё один — школьнице Кате Тряпышко из города Клинцы, которая стала обладателем лабрадора Оскар.
Белевец назвал щенка Дариной. Дарина выросла и ощенилась: родила 11 щенков — 8 кобелей и 3 суки.
Два щенка — чёрная Ольга и палевая Орхидея — были подарены президенту Австрии Томасу Клестилю, который недолго был их хозяином, так как вскоре скончался. Его вдова Маргот Леффлер-Клестиль была назначена послом Австрии в Чехии и объявила, что забирает собак с собой в Прагу.